# Cyril Delevanti
(Harry) Cyril Delevanti est un acteur anglais, né le 23 février 1889 à Londres (Angleterre), mort le 13 décembre 1975 à Los Angeles — Quartier d'Hollywood (Californie).

## Biographie
Installé aux États-Unis, Cyril Delevanti contribue au cinéma à soixante-douze films américains, sortis entre 1931 et 1974, comme second rôle de caractère ou dans des petits rôles non crédités.
Mentionnons La Nuit de l'iguane de John Huston (1964, avec Richard Burton et Ava Gardner), Faut-il tuer Sister George ? de Robert Aldrich (1968, avec Beryl Reid et Susannah York), ou encore Soleil vert de Richard Fleischer (son avant-dernier film, 1973, avec Charlton Heston et Edward G. Robinson). Le premier cité lui vaut en 1965 une nomination au Golden Globe du meilleur acteur dans un second rôle.
Cyril Delevanti est également actif à la télévision, collaborant entre 1954 et 1973 à trois téléfilms et soixante-seize séries, dont Gunsmoke (huit épisodes, 1956-1966), La Quatrième Dimension (quatre épisodes, 1961-1963) et Mission impossible (deux épisodes, 1966).

## Filmographie partielle

### Au cinéma
- 1931 : Arrowsmith de John Ford : Un membre du comité
- 1938 : Red Barry, serial de Ford Beebe et Alan James : Wing Fu
- 1940 : Une dépêche Reuter (A Dispatch from Reuter's) de William Dieterle : Un vendeur de journaux
- 1941 : Chasse à l'homme (Man Hunt) de Fritz Lang : Le chauffeur de taxi
- 1942 : Night Monster de Ford Beebe : Torque
- 1942 : Frankenstein rencontre le loup-garou (Frankenstein Meets the Wolf Man) de Roy William Neill : Freddy Jolly
- 1943 : The Adventures of Smilin' Jack, serial de Lewis D. Collins et Ray Taylor : Mah Ling / Han Po
- 1943 : Rencontre à Londres (Two Tickets to London) d'Edwin L. Marin : L'écossais
- 1943 : Le Fantôme de l'Opéra (Phantom of the Opera) d'Arthur Lubin : Le comptable
- 1944 : Les Mains qui tuent (Phantom Lady) de Robert Siodmak : Claude
- 1944 : L'Imposteur (The Impostor) de Julien Duvivier : Le barman
- 1944 : Espions sur la Tamise (Ministry of Fear) de Fritz Lang : Un employé des chemins de fer
- 1945 : The Phantom of 42nd Street d'Albert Herman : Roberts
- 1945 : Le Masque étrange (The Jade Mask) de Phil Rosen : Roth
- 1945 : La Maison de la peur (Sherlock Holmes and the House of Fear) de Roy William Neill : Stanley Raeburn
- 1945 : Jungle Queen, serial de Lewis D. Collins et Ray Taylor : Rogers
- 1945 : La Duchesse des bas-fonds (Kitty) de Mitchell Leisen : Un colporteur
- 1945 : Notre cher amour (This Love of Ours) de William Dieterle : Le secrétaire
- 1945 : Agent secret (Confidential Agent) d'Herman Shumlin : Un homme d'affaires
- 1946 : The Shadow Returns de Phil Rosen : John Adams
- 1946 : Jalousie (Deception) d'Irving Rapper : Un mendiant
- 1947 : Monsieur Verdoux (titre original) de Charlie Chaplin : Le facteur
- 1947 : Des filles disparaissent (Lured) de Douglas Sirk : Le médecin légiste
- 1947 : Ambre (Forever Amber) d'Otto Preminger : Le cordonnier
- 1948 : La Valse de l'empereur (The Emperor Waltz) de Billy Wilder : Un diplomate
- 1952 : Les Feux de la rampe (Limelight) de Charlie Chaplin : Le clown Griffin
- 1957 : Johnny Tremain de Robert Stevenson : M. Robert Newman
- 1957 : L'Or des Cheyennes (en) (Ride Out for Revenge) de Bernard Girard : Le pasteur
- 1957 : Les Girls (titre original) de George Cukor : Un fanatique
- 1957 : Sabu and the Magic Ring (en) de George Blair : Abdul
- 1958 : J'enterre les vivants (I Bury the Living) d'Albert Band : William Isham
- 1958 : Gun Fever de Mark Stevens : Jerry
- 1958 : Les Diables au soleil (Kings Go Forth) de Delmer Daves : Le majordome des Blair
- 1960 : Du haut de la terrasse (From the Terrace) de Mark Robson : Le secrétaire de MacHardie
- 1962 : Paradise Alley d'Hugo Haas : Le grand-père
- 1964 : La mort frappe trois fois (Dead Ringer) de Paul Henreid : Henry
- 1964 : La Nuit de l'iguane (The Night of the Iguana) de John Huston : Nonno
- 1964 : Mary Poppins de Robert Stevenson : M. Grubbs
- 1965 : La Plus Grande Histoire jamais contée (The Greatest Story Ever Told) de George Stevens, David Lean et Jean Negulesco : Melchior
- 1967 : La Symphonie des héros (Counterpoint) de Ralph Nelson : Tartzoff
- 1968 : Faut-il tuer Sister George ? (The Killing of Sister George) de Robert Aldrich : Ted Baker
- 1970 : Macho Callahan de Bernard L. Kowalski : Le vieil homme
- 1971 : L'Apprentie sorcière (Bedknobs and Broomsticks) de Robert Stevenson : Le vieux fermier
- 1973 : Soleil vert (Soylent Green) de Richard Fleischer : Le quatrième lecteur
- 1974 : Black Eye de Jack Arnold : Talbot

### À la télévision
Séries
- 1956 : La Flèche brisée (Broken Arrow)
  - Saison 1, épisode 11 The Conspirators : Un passager à l'étape
- 1956-1960 : Alfred Hitchcock présente (Alfred Hitchcock Presents)
  - Saison 1, épisode 19 The Derelicts (1956) de Robert Stevenson : Alfred J. Sloane
  - Saison 5, épisode 12 La Spécialité de la maison (Specialty of the House, 1959 - Le vieux barbu) de Robert Stevens et épisode 36 Que justice soit faite (Letter of Credit, 1960 - Josiah Wingate) de Paul Henreid
- 1956-1966 : Gunsmoke ou Police des plaines (Gunsmoke ou Marshal Dillon)
  - Saison 1, épisode 15 No Handcuffs (1956) de Charles Marquis Warren : Le geôlier
  - Saison 2, épisode 9 The Mistake (1956 - Le conducteur) d'Andrew V. McLaglen et épisode 36 Daddy-O (1957 - Le messager) d'Andrew V. McLaglen
  - Saison 3, épisode 29 Laughing Gas (1958) de Ted Post : Le vieil homme
  - Saison 6, épisode 20 Love This Neighbor (1961) de Dennis Weaver : Sy Tewksbury
  - Saison 7, épisode 29 The Summons (1962) d'Andrew V. McLaglen : Le vieil homme
  - Saison 10, épisode 15 Double Entry (1965) de Joseph Sargent : Jake Bookly
  - Saison 11, épisode 20 Killer at Large (1966) : Grand-père Harris
- 1957 : Les Aventures de Superman (Adventures of Superman)
  - Saison 5, épisode 5 The Man Who Made Dreams Come True de George Blair : Le roi de Sartanie
- 1957-1965 : Perry Mason, première série
  - Saison 1, épisode 6 The Case of the Silent Partner (1957) de Christian Nyby : Tulloch
  - Saison 9, épisode 11 The Case of the Silent Six (1965) de Jesse Hibbs : Craig Jefferson
- 1958 : Rintintin (The Adventures of Rin Tin Tin)
  - Saison 4, épisode 16 Tomahawk Tubbs : Chef Nana
- 1959-1960 : Peter Gunn
  - Saison 2, épisode 1 Protection (1959) de Boris Sagal : Le vieil homme
  - Saison 3, épisode 5 The Judgment (1960) : Charlemagne
- 1960 : Bonne chance M. Lucky (Mr. Lucky)
  - Saison unique, épisode 13 The Two Million Dollar Window de Boris Sagal : Gardenia O'Toole
- 1960 : Denis la petite peste (Dennis the Menace)
  - Saison 1, épisode 32 Miss Cathcart's Sunsuit de Norman Abbott : M. Gibson
- 1960 : Aventures dans les îles (Adventures in Paradise)
  - Saison 2, épisode 7 L'Île des maudits (Hangman's Island) de Boris Sagal : Sullivan
- 1960-1962 : Les Incorruptibles (The Untouchables)
  - Saison 1, épisode 15 La Loi de la mafia (The Noise of Death, 1960) de Walter Grauman : Un employé
  - Saison 2, épisode 6 Neutralité dangereuse (A Seat on the Fence, 1960 - Un vendeur de journaux) de Walter Grauman, épisode 15 Le Grand Réseau (The Organization, 1961 - Le directeur du Flophouse) de Walter Grauman, et épisode 30 Le Roi du champagne (The King of Champagne, 1961 - Le veilleur de nuit du musée) de Walter Grauman
  - Saison 3, épisode 16 L'Arbre de la mort (The Death of Tree, 1962) de Vincent McEveety : Un vendeur de journaux
- 1961-1963 : La Quatrième Dimension (The Twilight Zone)
  - Saison 2, épisode 16 Un sou pour vos pensées (A Penny for Your Thoughts, 1961 - L. J. Smithers) et épisode 25 Le silence est d'argent (The Silence, 1961 - Franklin) de Boris Sagal
  - Saison 3, épisode 22 Un piano dans la maison (A Piano in the House, 1962) de David Greene : Marvin
  - Saison 4, épisode 17 Traversée à bord du Lady Anne (Passage on the Lady Anne, 1963) de Lamont Johnson : Un officier
- 1962 : Cheyenne
  - Saison 6, épisode 10 The Wedding Rings de Leslie Goodwins : Le docteur
- 1962 : Ombres sur le soleil (Follow the Sun)
  - Saison unique, épisode 30 Chalk One Up for Johnny : Ace Babcock
- 1962 : La Grande Caravane (Wagon Train)
  - Saison 5, épisode 37 The Heather Mahoney Story : Jamieson
- 1962 : Adèle (Hazel)
  - Saison 2, épisode 5 Barney Hatfield, Where Are You? de William D. Russell : Le vieil homme
- 1963-1967 : Le Virginien (The Virginian)
  - Saison 1, épisode 23 The Money Cage (1963) : John Evans
  - Saison 6, épisode 13 Execution at Trieste (1967) : Le tailleur de pierre
- 1964 : Mon martien favori (My Favorite Martian)
  - Saison 1, épisode 20 My Nephew the Artist d'Oscar Rudolph : M. Green
- 1964 : Le Fugitif (The Fugitive), première série
  - Saison 2, épisode 3 Man on a String de Sydney Pollack : Le vieil homme
- 1964 : Rawhide
  - Saison 7, épisode 10 Corporal Dasovik de Bernard L. Kowalski : Tahoolcut
- 1965 : Daniel Boone
  - Saison 2, épisode 5 The Old Man and the Cave de George Marshall : Nitashanta
- 1965 : Match contre la vie (Run for Your Life)
  - Saison 1, épisode 7 Where Mystery Begins de Leslie H. Martinson : Juge Kleiner
- 1965 : Voyage au fond des mers (Voyage at the Bottom of the Sea)
  - Saison 2, épisode 6 L'Homme au bras de fer (The Left-Handed Man) de Jerry Hopper : Noah Grafton
- 1966 : Mission impossible (Mission : Impossible), première série
  - Saison 1, épisodes 4 et 5 Les Baladins de la liberté, 1re et 2e parties (Old Man Out, Parts I & II) : Cardinal Vossek
- 1967 : Les Espions (I Spy)
  - Saison 2, épisode 21 Une chambre au château (A Room with a Rack) : Bendat
- 1967 : L'Homme de fer (Ironside)
  - Saison 1, épisode 6 Le Dangereux Alibi (The Taker) de Don Weis : Commodore Wallace
- 1969 : Opération vol (It Takes a Thief)
  - Saison 2, épisode 23 La Famille (The Family) de Joseph Sargent : John B. Cannon
- 1969 : Sur la piste du crime (The F.B.I.)
  - Saison 5, épisode 13 The Prey de Jesse Hibbs : Ellis Pierson

Téléfilms
- 1970 : Le Terrible Secret (Crowhaven Farm) de Walter Grauman : Harold Dane
- 1973 : The Girl Most Likely to... (en) de Lee Philips : Le chapelain

## Distinction
- 1965 : Nomination au Golden Globe du meilleur acteur dans un second rôle, pour La Nuit de l'iguane.